# دوري سان مارينو 1990–91
دوري سان مارينو 1990–91 (بالإيطالية: Campionato Dilettanti 1990-1991)‏ هو الموسم 6 من  دوري سان مارينو. أشرف على تنظيمه اتحاد سان مارينو لكرة القدم، وكان عدد الأندية المشاركة فيه  10، وفاز فيه SC Faetano ‏.